# Melamphaes janae
Melamphaes janae är en fiskart som beskrevs av Ebeling 1962. Melamphaes janae ingår i släktet Melamphaes och familjen Melamphaidae. Inga underarter finns listade i Catalogue of Life.